# Hubert Gough

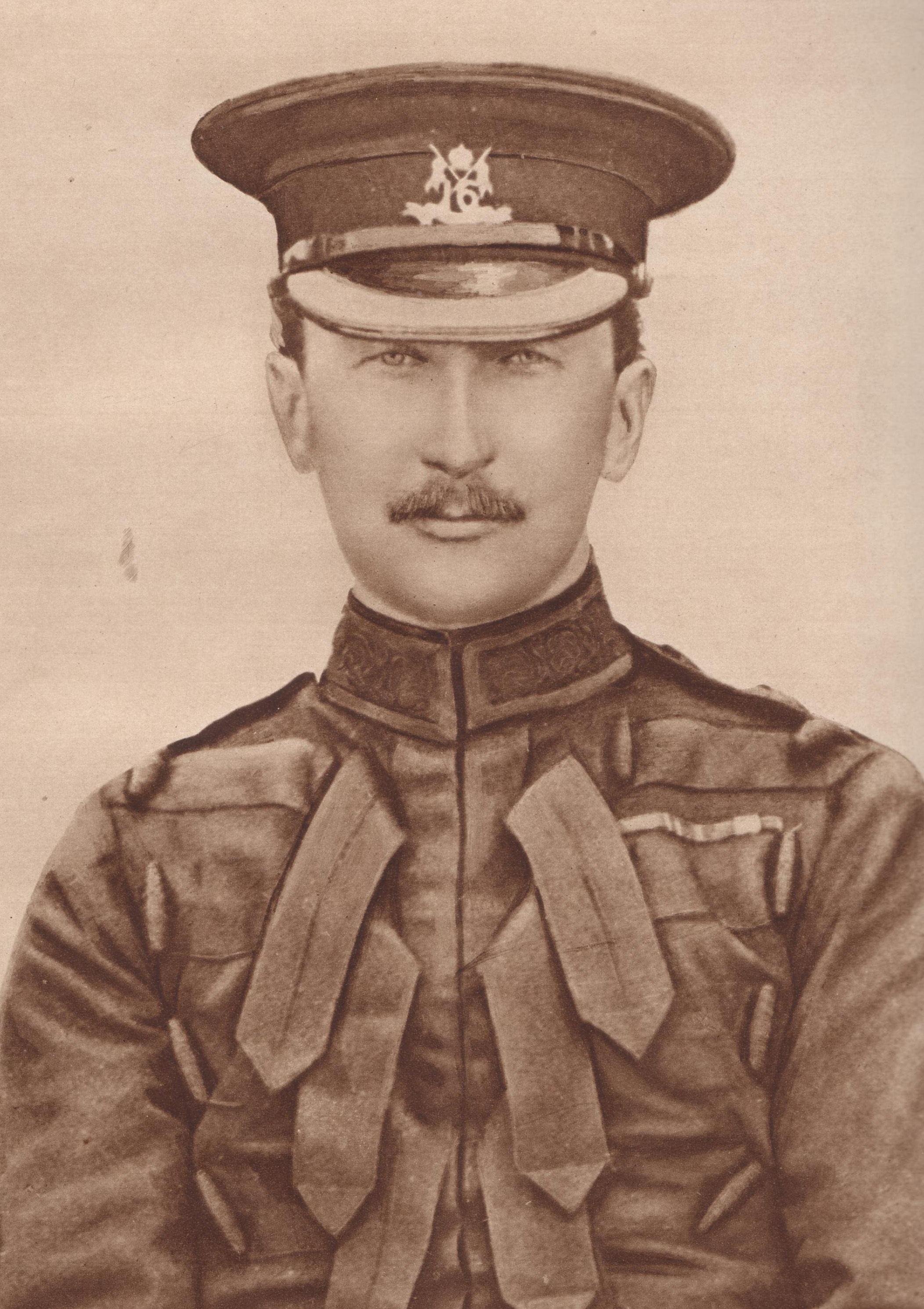
Sir Hubert Gough (um 1916)

Sir Hubert de la Poer Gough GCB, GCMG, KCVO (* 12. August 1870 in Gurteen, County Waterford, Irland; † 18. März 1963 in London) war ein britischer General und Armeebefehlshaber im Ersten Weltkrieg.

## Leben

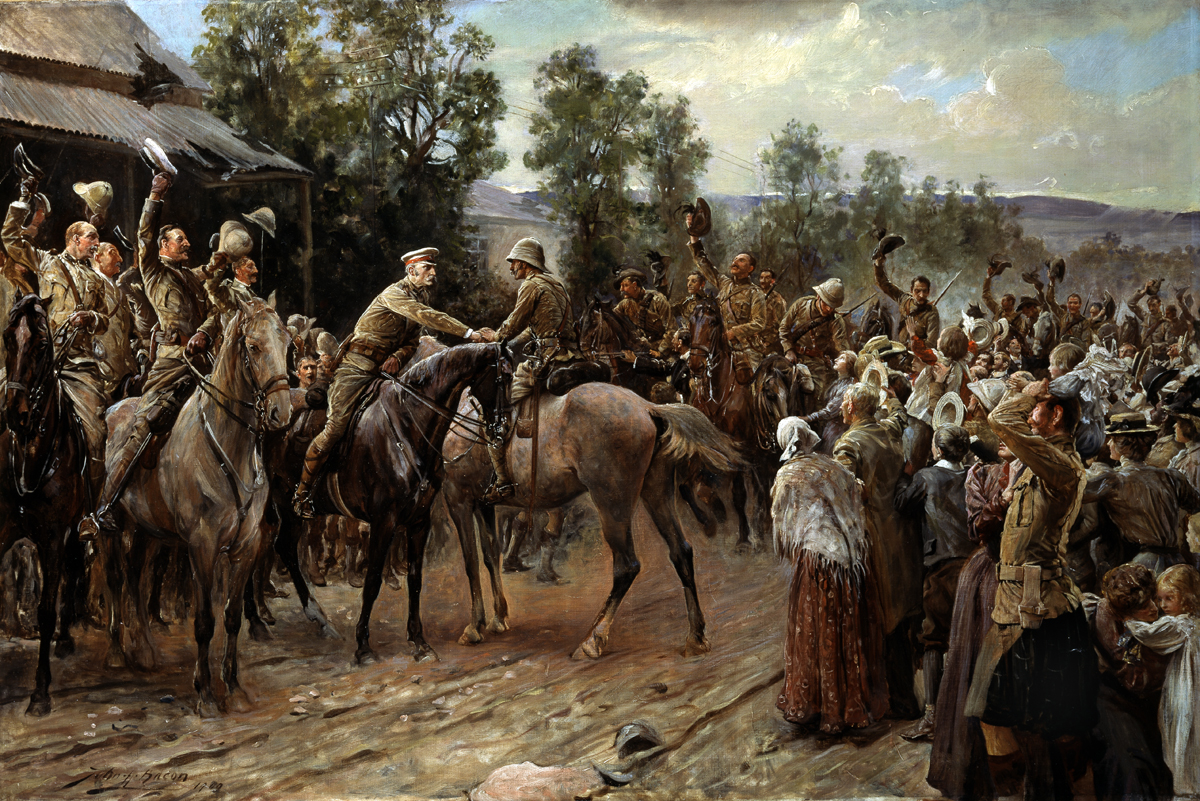
The Relief of Ladysmith
Gemälde von John Henry Frederick Bacon

Hubert Gough wurde als ältester Sohn von General Sir Charles John Stanley Gough, VC, GCB geboren. Er besuchte das Eton College und die Royal Military Academy Sandhurst. 1889 trat er als Second Lieutenant der 16th Lancers in die British Army ein. 1890 wurde er zum Lieutenant befördert und nach Britisch-Indien verlegt und 1894 zum Captain befördert. 1897/1898 nahm er am Tirah-Feldzug teil. 1898 kehrte er nach Großbritannien zurück und besuchte dort das Staff College Camberley, wurde aber vorzeitig nach Südafrika abberufen, als dort 1899 der Zweite Burenkrieg ausbrach. Gough wurde darin erstmals weithin bekannt als Führer einer berittenen Vorausabteilung der Kolonne, die während der Belagerung von Ladysmith die eingeschlossene britische Besatzung unter George Stuart White entsetzte. In der Schlacht von Blood River Poort erlitt er eine Niederlage gegen überlegene burische Truppen und wurde kurzzeitig gefangen genommen, was seine Reputation aber nicht ernsthaft beschädigte. 1902 wurde er zum Major befördert. Von 1904 bis 1906 war er Ausbilder am Staff College. 1906 wurde er zum Lieutenant-Colonel befördert und 1907 zum Kommandeur der 16th Lancers ernannt. 1910 wurde er zum Colonel befördert und 1911 als temporärer Brigadier-General nach Curragh, Irland, versetzt, wo er die 3. Kavalleriebrigade befehligte. Dort war er im März 1914 am sogenannten „Curragh-Vorfall“ beteiligt.
Bei Ausbruch des Ersten Weltkriegs im August 1914 befehligte er weiterhin die 3. Kavalleriebrigade, wurde aber schon bald zum Major-General befördert und übernahm während der Ersten Flandernschlacht die 2. Kavalleriedivision. Von April bis Juli 1915 war er zeitweilig Befehlshaber der 7. Infanteriedivision und wurde danach als Lieutenant-General zum Befehlshaber des I. Korps ernannt, mit dem er in der Schlacht von Loos kämpfte. Im Mai 1916 erhielt er den Befehl über die neuaufgestellte Reservearmee, die während der Schlacht an der Somme im Juli 1916 einen Teil der Front übernahm. Im Oktober 1916 wurde die Reservearmee in 5. Armee umbenannt. Mit dieser nahm er an der Dritten Flandernschlacht 1917 teil, nach deren Fehlschlag er in die Kritik geriet. Im März 1918 wurde seine Armee während der deutschen „Michael“-Offensive so schwer in Mitleidenschaft gezogen, dass sie aufgelöst werden musste, und Gough wurde seines Kommandos enthoben. Douglas Haig, der britische Oberbefehlshaber an der Westfront, gab später zu, dass er Gough zum Sündenbock für den deutschen Einbruch gemacht hatte.
1919 war Gough Leiter der alliierten Militärmission im Baltikum. Dies war seine letzte Verwendung in aktiver Rolle. 1922 trat er als General aus dem Militärdienst aus. Gough war ein erklärter Gegner des Versailler Vertrags und wurde ein aktives Mitglied der pazifistischen Union of Democratic Control. Von 1936 bis 1943 war er Colonel of the Regiment der 16th/5th Lancers. 1939 wurde er zeitweilig als Colonel und Leiter eines Bereichskommandos der Home Guard reaktiviert und beendete seine Dienstzeit 1942 ein zweites Mal.

## Schriften (Auswahl)
- The Fifth Army in the European war (1931)
- The March retreat: On the operations of the Fifth Army in the spring of 1918 (1934)
- Soldiering on: Being the Memoirs of General Sir Hubert Gough (1954)